# 岩村田陣屋

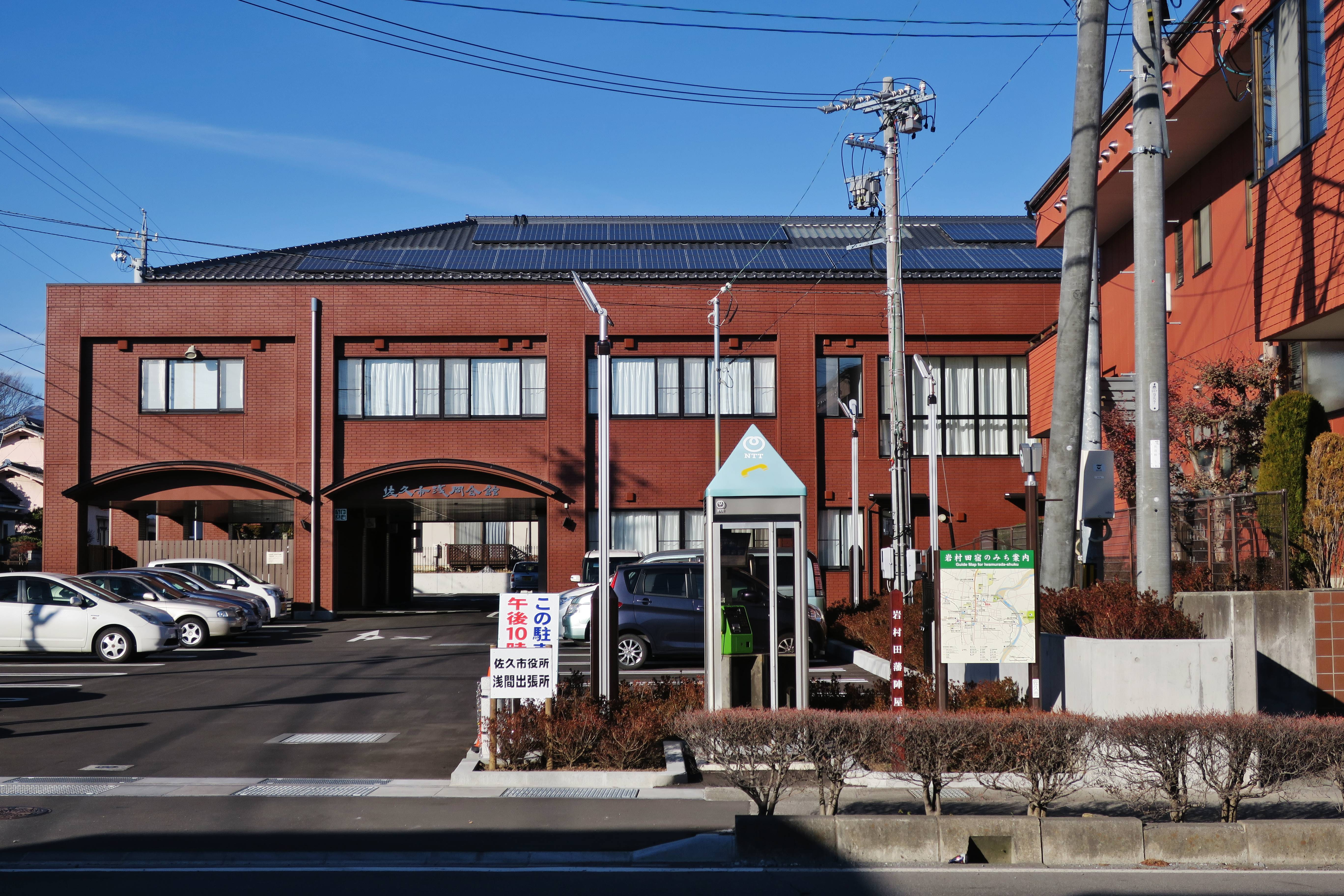
岩村田陣屋跡（浅間会館）

岩村田陣屋（いわむらだじんや）は、元禄16年（1703年）に長野県佐久市に1万5,000石で封じられた信濃岩村田藩の藩庁である。
武蔵赤沼藩より移封した譜代大名内藤正友により築かれた。その後、内藤氏は一時転封となったが、内藤正敬（まさゆき）の代に再度この地に封じられ、以降明治維新まで当陣屋に居を構えた。
以降7代続き明治維新を迎えた。
幕末期、正縄の代に城主格になったが、程なく明治維新を迎え、城郭は完成を見ることなく廃止された。
陣屋遺構：市内野沢の中島公園に移築現存の蔵がある。

## 概略
岩村田陣屋があった場所は、現在の佐久市岩村田浅間支所(岩村田542番地付近)。敷地は正方形に近く、面積は約23,000m2。
安政5年(1858年)の記録では陣屋中の建物施設数や、状況は次の通り。
- 施設数－御殿1棟、御厩1棟、御長屋21棟、仏祠4棟、神祠1棟、御蔵2棟、御書物蔵1棟、面番所3棟、御役所1棟、池(瓢箪形)1ケ所、御門5ケ所、桝形1ケ所。
- 北面－龍雲寺除地田に面し北東に御厩、北西に仏祠、中央に御長屋があり、概ね建物は東西に長い。
- 東面－北東に神・仏祠があり、長屋や瓢箪池が並び、その東は町屋。池は南北に長い形状で上流部が細い。
- 南面－御殿の巨大な建物が東西に長くあり、往来（旧中山道）が東西に通っていた。その南は割元屋敷。
- 西面－北西から仏祠、御長屋、御門、番所などが比較的密集して並んでいた。表御門は西に面していた。その門から北西方向の道向うに御門があり、その奥が御役所。なお、水路は御殿を囲むように東西南北に流れているが、現在の用水や側溝に類似した位置にある。なお、明治2年の地図では陣屋の場所は畑になっている。その直後、郡役所が完成し、また民家や畑などになった場所もあった[2]。